# Cavallino (Italia)
Cavallino (Caḍḍrinu in dialetto salentino) è un comune italiano di 13 005 abitanti della provincia di Lecce in Puglia.
Situato nel Salento, a sud di Lecce, con il cui territorio confina, è un importante centro messapico di cui conserva numerose testimonianze archeologiche. Comprende la frazione di Castromediano, completamente conurbata con la città di Lecce.

## Geografia fisica

### Territorio
Il centro urbano di Cavallino dista circa 7 km dal centro della città capoluogo, mentre la frazione di Castromediano è completamente inglobata nel tessuto urbanistico della stessa città di Lecce. Il territorio del comune, che occupa una superficie di 22,34 km² nella parte settentrionale della provincia, presenta una morfologia pianeggiante; la sede comunale è posta a 32 m s.l.m., l'altezza minima è di 32 metri mentre l'altezza massima raggiunge gli 86 m s.l.m.
Il territorio comunale confina a nord con il comune di Lecce, ad est con il comune di Lizzanello, a sud con i comuni di Caprarica di Lecce e San Donato di Lecce e ad ovest con il comune di San Cesario di Lecce.

### Clima
Dal punto di vista meteorologico Cavallino rientra nel territorio del Salento orientale che presenta un clima mediterraneo, con inverni miti ed estati caldo umide. In base alle medie di riferimento, la temperatura media del mese più freddo, gennaio, si attesta attorno ai +9 °C, mentre quella del mese più caldo, agosto, si aggira sui +24,7 °C. Le precipitazioni, frequenti in autunno ed in inverno, si attestano attorno ai 626 mm di pioggia/anno. La primavera e l'estate sono caratterizzate da lunghi periodi di siccità.
Facendo riferimento alla ventosità, i comuni del Salento orientale sono influenzati fortemente dal vento attraverso correnti fredde di origine balcanica, oppure calde di origine africana.
| Cavallino                  | Mesi | Mesi | Mesi | Mesi | Mesi | Mesi | Mesi | Mesi | Mesi | Mesi | Mesi | Mesi | Stagioni | Stagioni | Stagioni | Stagioni | Anno |
| Cavallino                  | Gen  | Feb  | Mar  | Apr  | Mag  | Giu  | Lug  | Ago  | Set  | Ott  | Nov  | Dic  | Inv      | Pri      | Est      | Aut      | Anno |
| -------------------------- | ---- | ---- | ---- | ---- | ---- | ---- | ---- | ---- | ---- | ---- | ---- | ---- | -------- | -------- | -------- | -------- | ---- |
| T. max. media (°C)         | 12,6 | 13,2 | 15,0 | 18,3 | 22,6 | 26,8 | 29,2 | 29,6 | 26,2 | 21,8 | 17,6 | 14,2 | 13,3     | 18,6     | 28,5     | 21,9     | 20,6 |
| T. min. media (°C)         | 5,6  | 5,8  | 7,2  | 9,5  | 13,1 | 17,0 | 19,5 | 19,9 | 17,3 | 13,7 | 9,9  | 7,1  | 6,2      | 9,9      | 18,8     | 13,6     | 12,1 |
| Precipitazioni (mm)        | 71   | 60   | 65   | 40   | 33   | 20   | 16   | 22   | 49   | 80   | 97   | 74   | 205      | 138      | 58       | 226      | 627  |
| Umidità relativa media (%) | 78,7 | 78,2 | 77,8 | 77,3 | 76,2 | 72,9 | 70,9 | 72,4 | 76,5 | 79,2 | 80,5 | 80,3 | 79,1     | 77,1     | 72,1     | 78,7     | 76,7 |

- Classificazione climatica di Cavallino[5]:
  - Zona climatica: C
  - Gradi giorno: 1 104

## Origini del nome
L'origine del nome è assai incerta e diverse sono le ipotesi al riguardo. Un'ipotesi fa derivare il toponimo dal termine latino caballus, caballinus (diminutivo), supponendo che nella zona vi fosse un distaccamento di cavalleria romana. Lo stesso stemma comunale raffigura un cavallo bianco. Tuttavia il cavallo dell'esercito era chiamato dai romani equus e non caballus, che era invece il cavallo da lavoro.
Un'altra ipotesi, più accettata, farebbe derivare il toponimo dalla radice greca kàbas, che indica un corpo di vigilanti per la riscossione del dazio. In alcuni antichi documenti il paese è indicato con il nome di Caballino.

## Storia
Il territorio di Cavallino fu abitato sin dall'Età del Bronzo. Fu un importante centro messapico, sorto su un precedente insediamento indigeno del X secolo a.C., il quale raggiunse il massimo splendore nel VI secolo a.C. con la costruzione di un imponente impianto urbanistico. La città messapica venne distrutta molto probabilmente dalle popolazioni greche di Taranto intorno al 470 a.C. Del periodo arcaico e messapico restano alcune significative testimonianze quali alcune specchie, le mura di recinzione della città e alcune tombe.
Dopo il dominio greco e romano, probabilmente durante il periodo bizantino si sviluppò il primo nucleo abitativo e assunse la denominazione di Cavallino. Infatti, i Basiliani, edificarono un cenobio attorno al quale si insediò un nucleo di abitanti e fu costruito un piccolo fortilizio. Una cripta al di sotto della Cappella della Madonna del Monte testimonia il periodo bizantino.
Notizie più certe abbiamo a partire dalla fine del XIII secolo. Infatti il feudo di Cavallino, appartenente alla Contea di Lecce, fu concesso nel 1291 a Pietro de Noha dal conte Ugo di Brienne. La famiglia de Noha lo possedette per alcune generazioni, finché nel 1447, alla morte di Luisa Mitia, che lo aveva ricevuto in dote dal padre Goffredo in occasione delle nozze con Luigi Castromediano (m. 1439), ne divenne barone Giovanni Antonio (1410- 1481), figlio della coppia. Da questo momento la famiglia Castromediano ne mantenne il possesso quasi ininterrottamente per tre secoli e mezzo. Nel 1628 il feudo venne elevato da baronia a marchesato. Nel 1806, con l'abolizione del regime feudale nel Regno di Napoli, Cavallino, che contava all'incirca 1.600 abitanti, ottenne l'autonomia comunale.

### Simboli
Lo stemma e il gonfalone sono stati concessi con decreto del presidente della Repubblica del 3 gennaio 1969.
Descrizione araldica dello stemma:
Il gonfalone è un drappo partito di azzurro e di bianco.

## Monumenti e luoghi d'interesse

### Architetture religiose

#### Chiesa madre
La Chiesa madre, dedicata a Maria SS. Assunta, venne edificata a partire dal 1630. Sorge sui resti di una costruzione precedente, molto più piccola di quella attuale, e i lavori si protrassero sino al 1703.

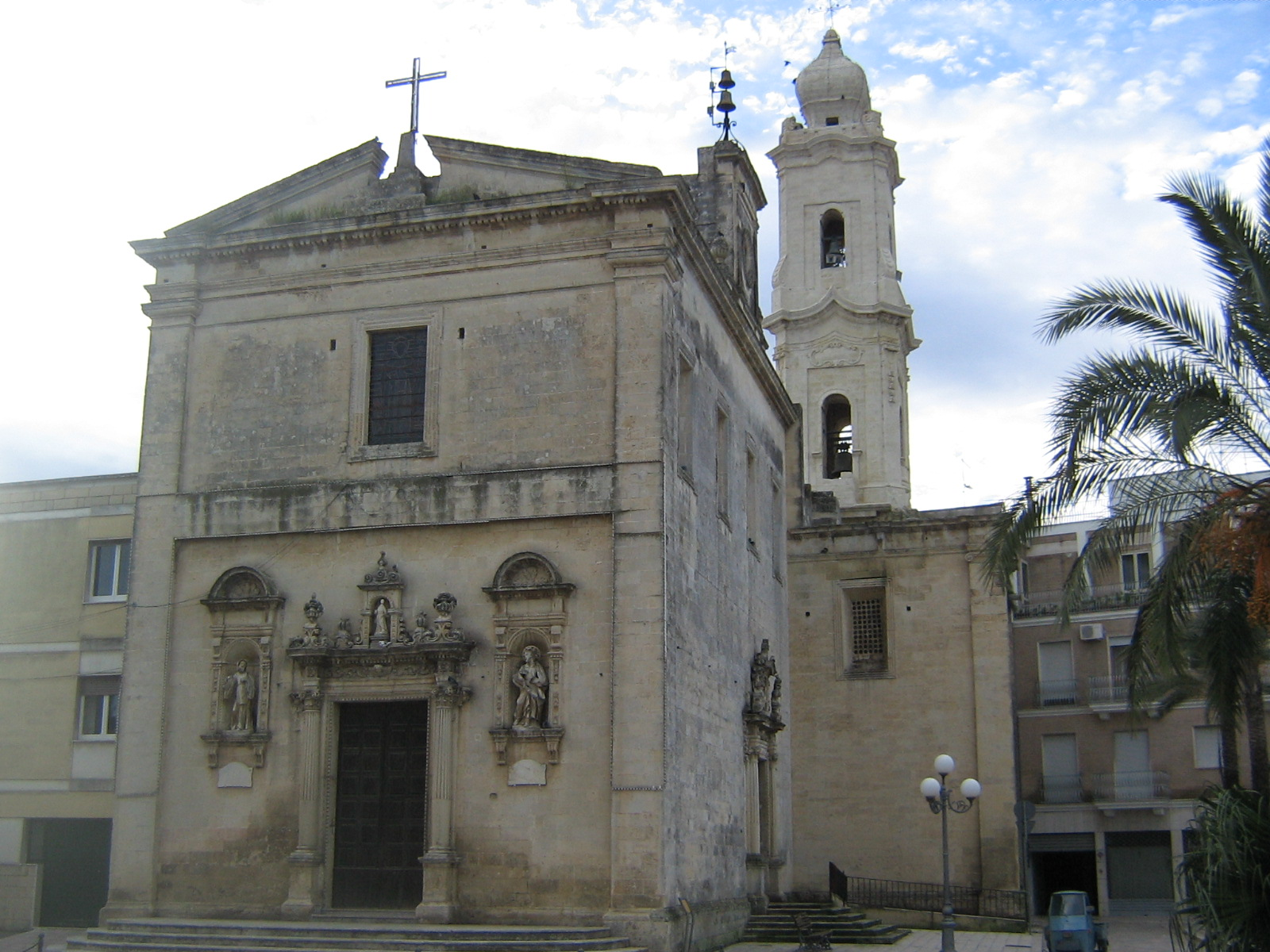
Chiesa madre

L'esterno è caratterizzato da un sobrio prospetto barocco, impreziosito da un ricco portale d'ingresso adorno lateralmente da due nicchie che racchiudono alcune statue. Attiguo alla chiesa è l'alto campanile, costruito nel 1787 per volere del marchese Gaetano Castromediano, su cui è impiantato, dal 1893, l'orologio civico.
L'interno, a navata unica con transetto, è a croce latina e presenta una copertura a crociera. Lungo la navata sono presenti alcuni altari dedicati a Sant'Antonio da Padova, datato 1601 e proveniente dalla vecchia struttura, alla Madonna del Rosario e San Michele Arcangelo (1687), a Sant'Anna (1703), alla Vergine della Pietà (1686) e alla Madonna del Monte, quest'ultimo risalente al 1686 ma con rifacimenti del 1921.
Inoltre sono presenti due edicole; quella del lato destro è dedicata a San Giovanni l'Elemosiniere (1703), protettore dei Castromediano; quella di sinistra ospita un moderno Battistero.
Il braccio destro del transetto ospita la cappella funeraria dei Castromediano dedicata in origine a San Benedetto, oggi però del Sacro Cuore di Gesù. In essa è presente il monumento sepolcrale dei feudatari di Cavallino, eretto nel 1637. Nel braccio sinistro del transetto vi è la cappella del Rosario.
Nel 1972, in seguito ai stravolgimenti liturgici dettati dal Concilio Vaticano II, l'area presbiteriale subì un radicale cambiamento. Furono distrutti il coro, l'altare barocco in marmo e al posto dell'antica statua della Madonna Assunta, attualmente in una nicchia all'esterno della chiesa, fu posizionato un grande Crocifisso in legno di noce.
Interno

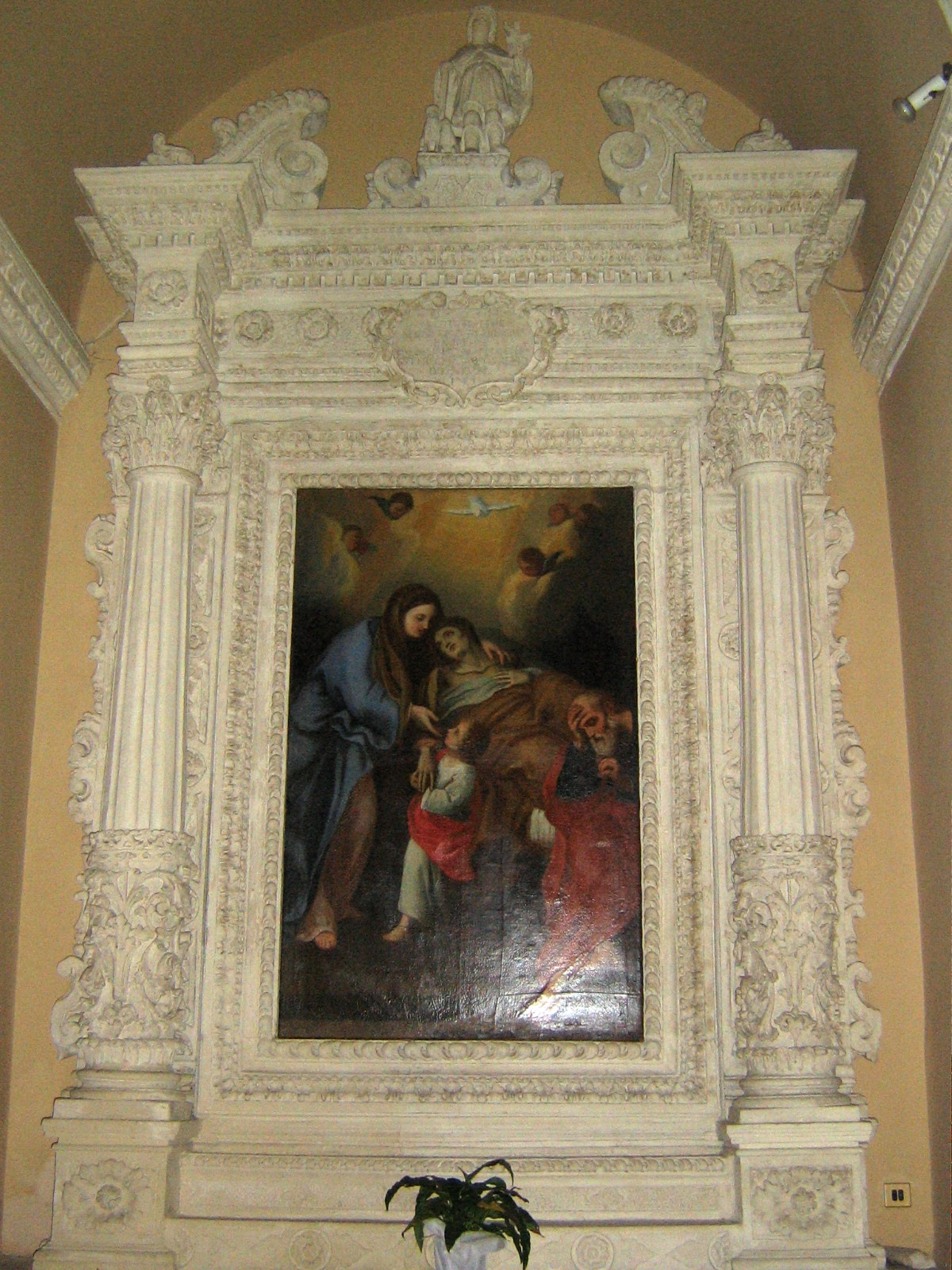
Altare di Sant'Anna
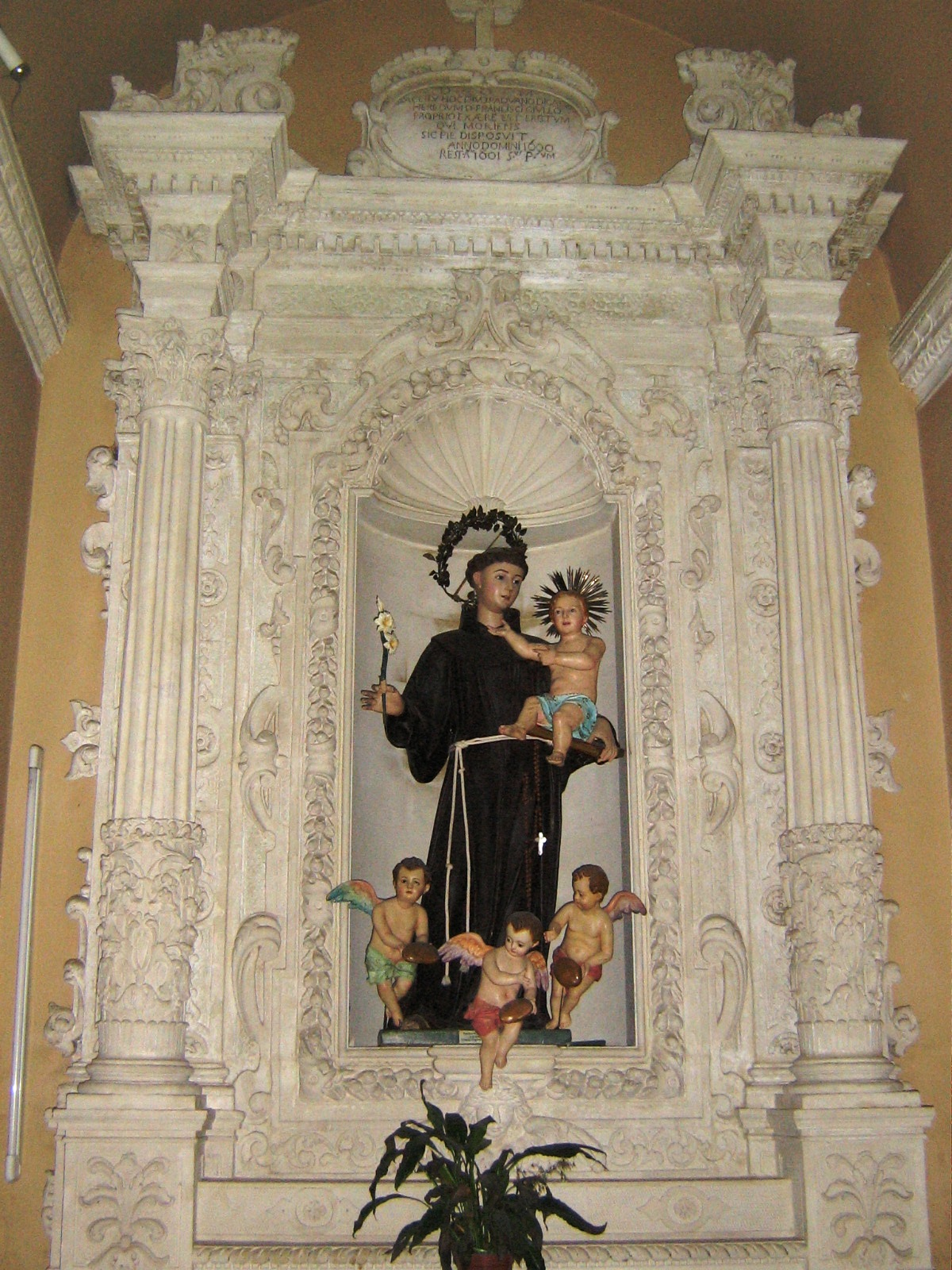
Altare di Sant'Antonio da Padova
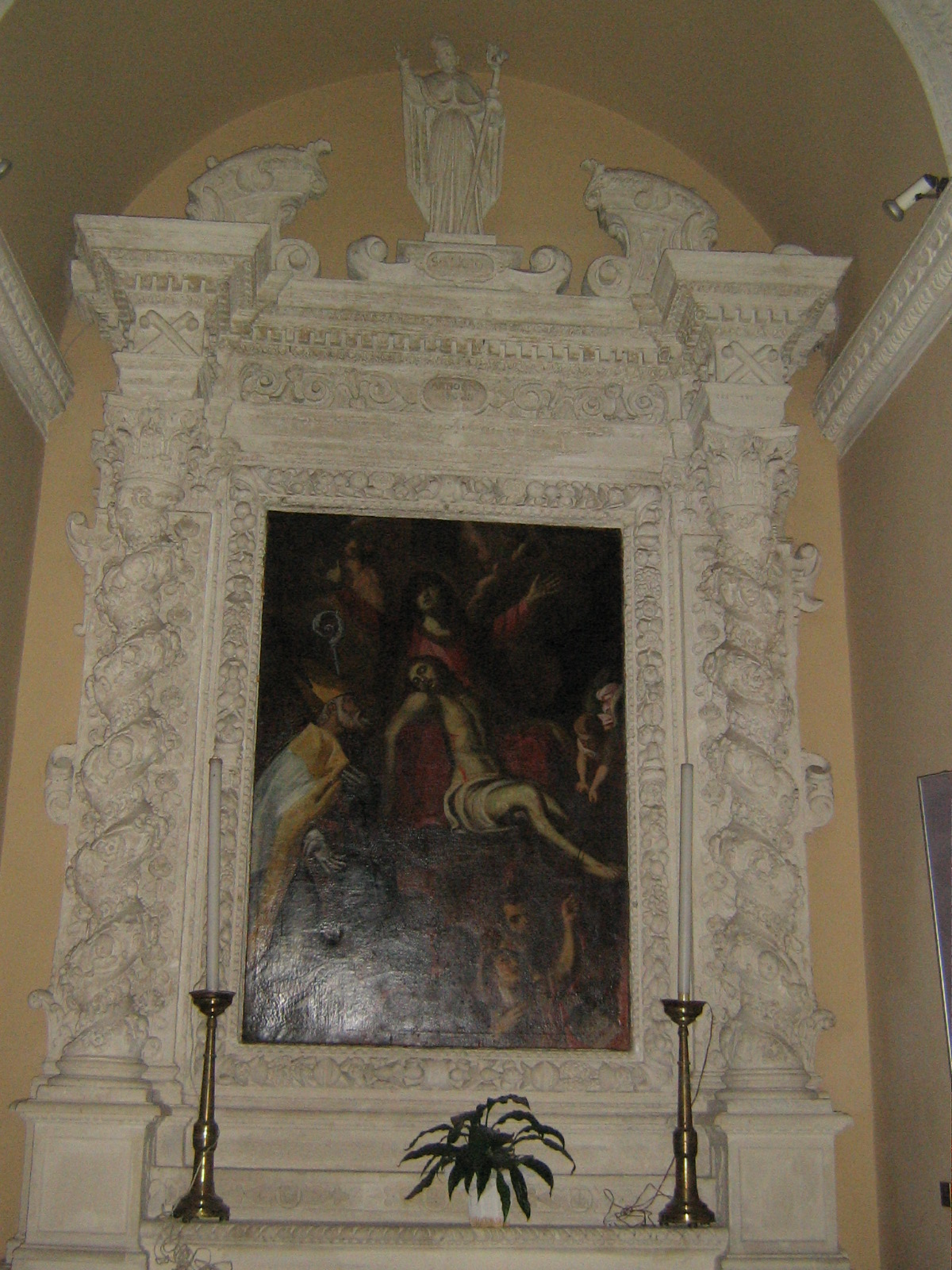
Altare della Vergine della Pietà
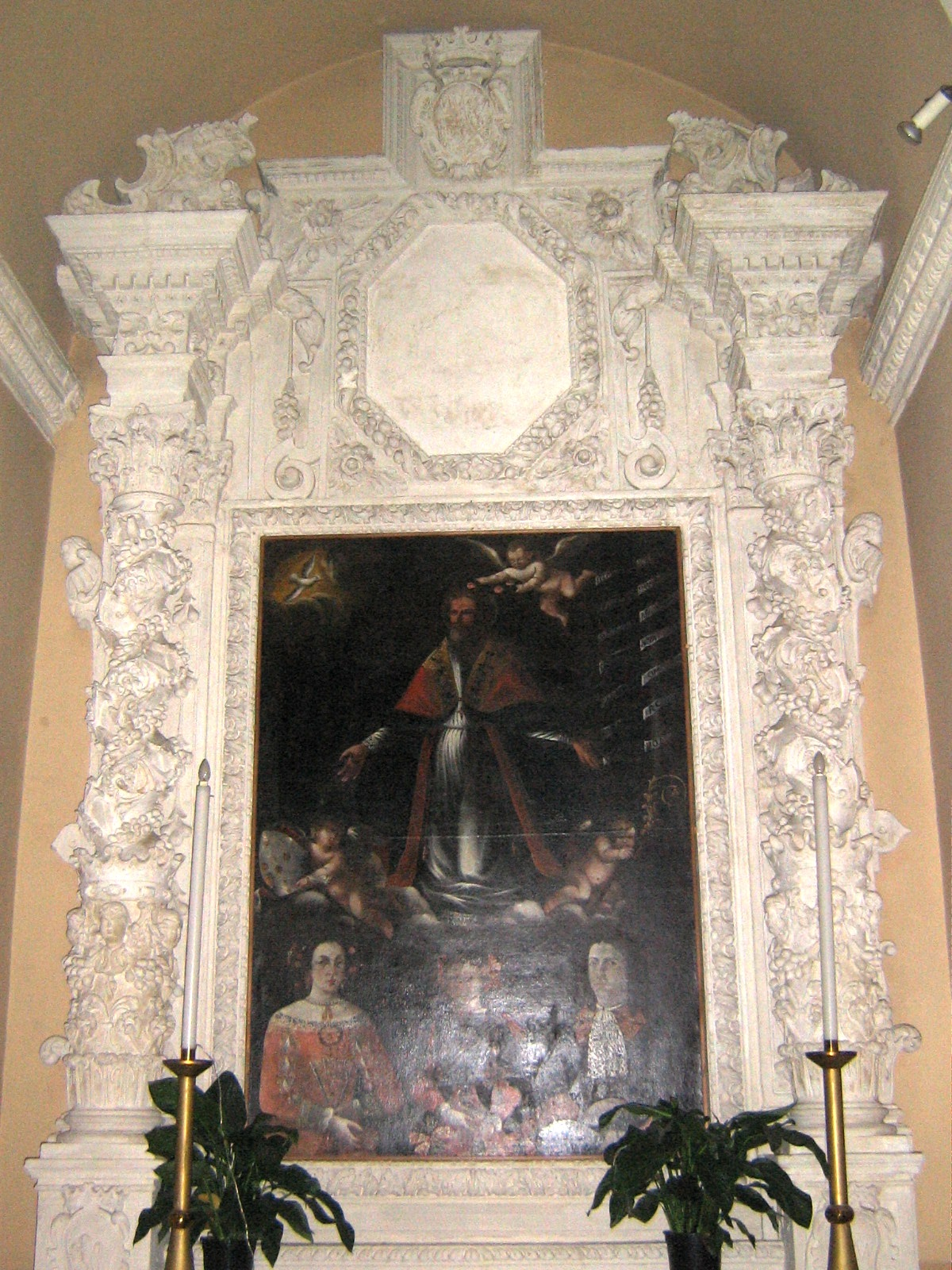
Altare di San Giovanni Elemosiniere
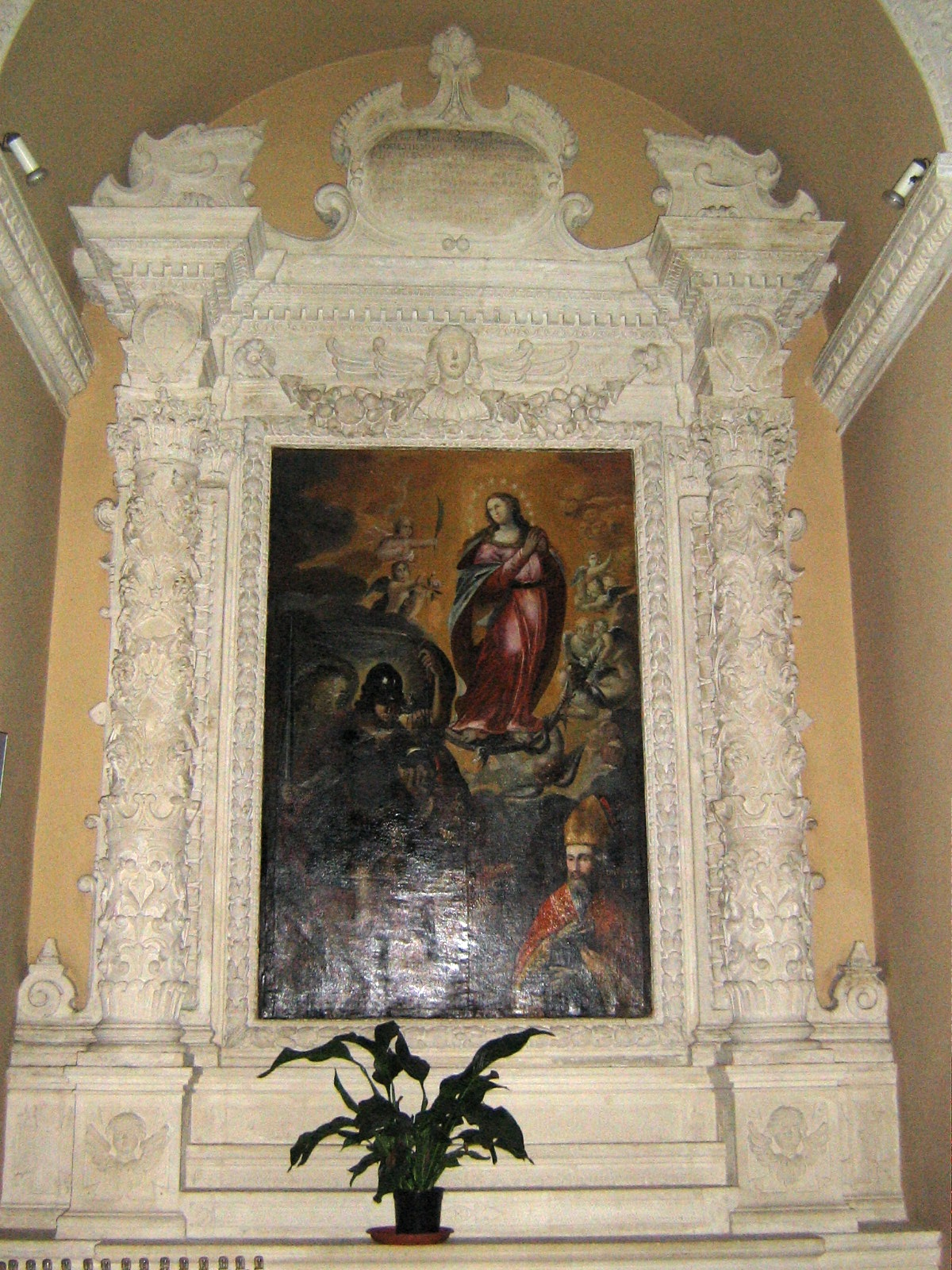
Altare della Madonna del Rosario e di San Michele Arcangelo
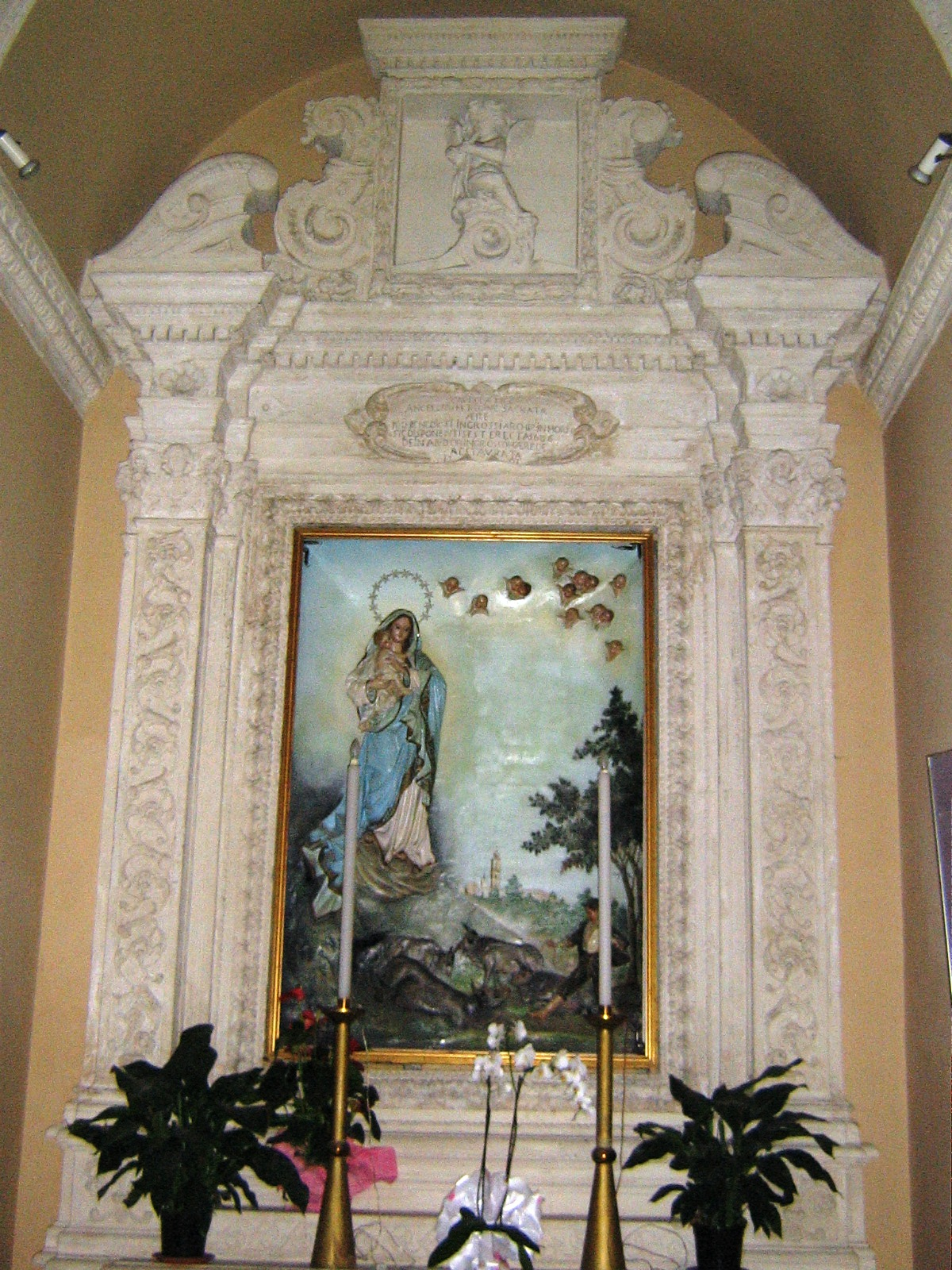
Altare della Madonna del Monte
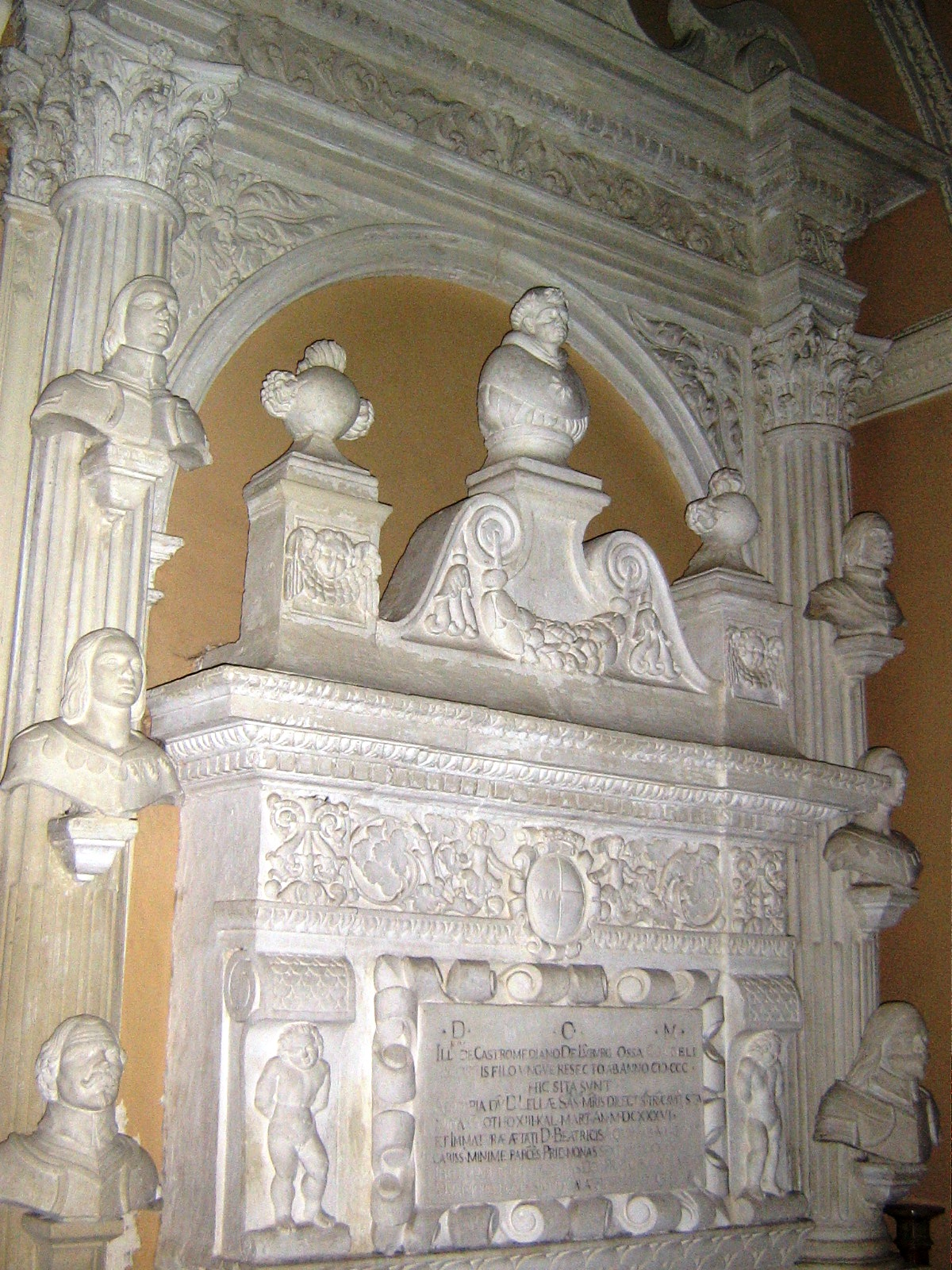
Monumento sepolcrale dei Castromediano
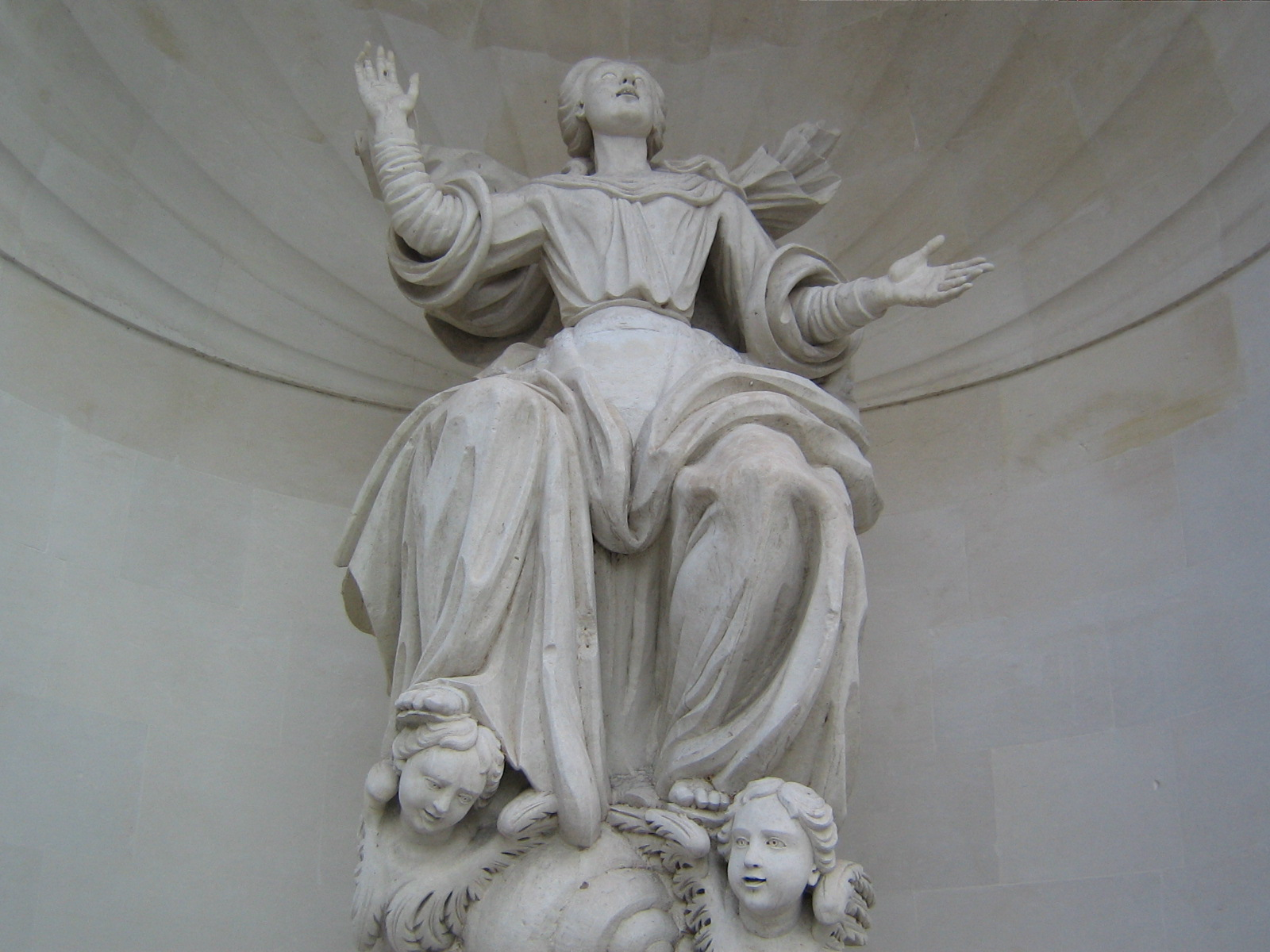
Statua della Madonna Assunta

#### Chiesa e convento dei Domenicani

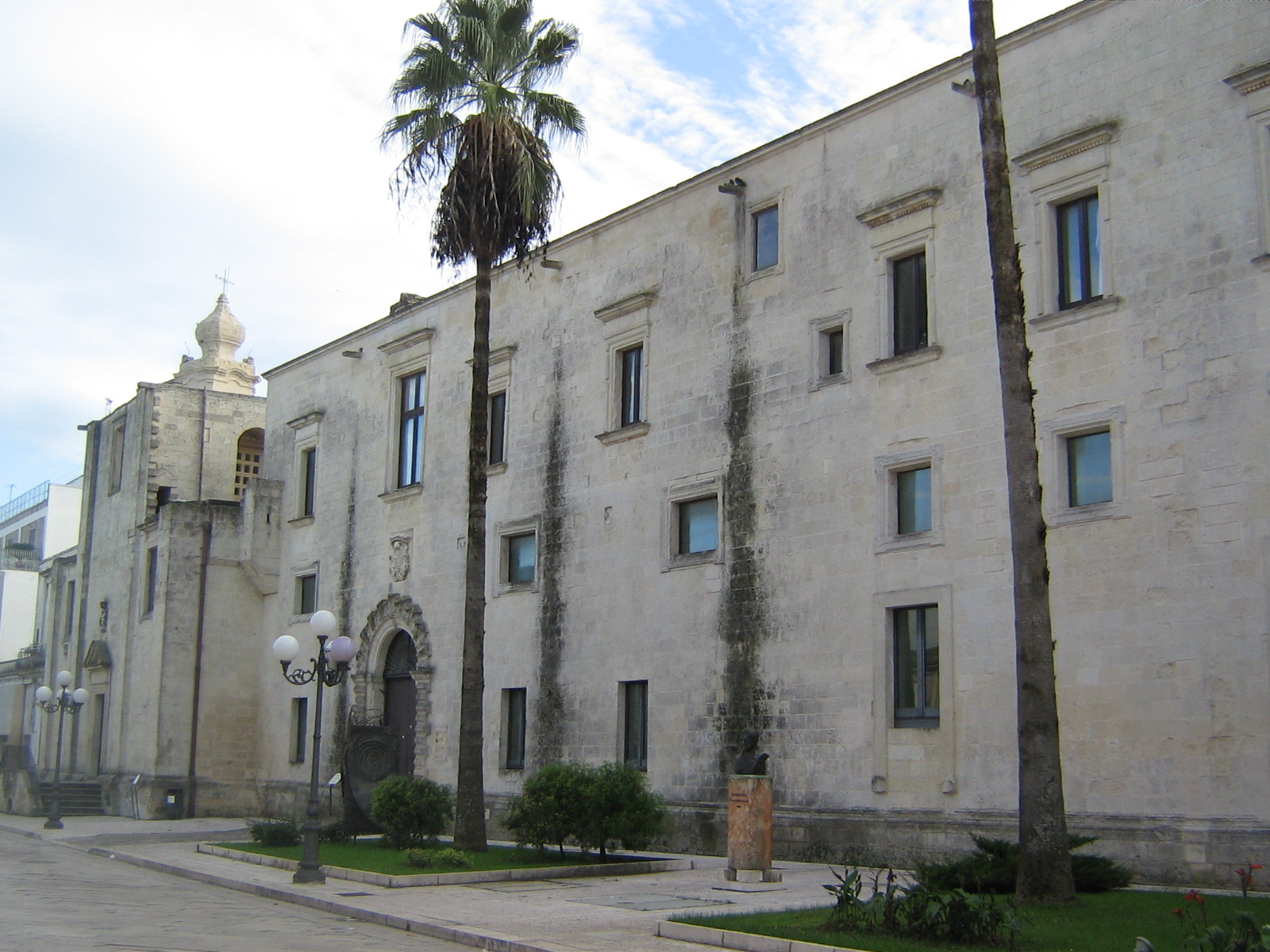
Chiesa e convento dei Domenicani

Il complesso monastico dei Domenicani fu costruito nel decennio compreso fra il 1626 e il 1635 per volere di Beatrice Acquaviva d'Aragona, moglie del marchese Francesco Castromediano.
La chiesa, intitolata a San Domenico di Guzman e a San Nicolò, sorge sui resti di una cripta basiliana dell'XI secolo. Presenta una sobria facciata ingentilita da un portale sormontato dallo stemma della famiglia Castromediano. L'interno, a tre navate, ospita otto pregevoli altari barocchi in pietra leccese posizionati negli archivolti delle pareti laterali. Il presbiterio, che conserva ancora l'antico altare maggiore, è caratterizzato dalle imponenti statue dei due marchesi che si prendono per mano, opera realizzata nel 1663 dallo scultore alessanese Placido Buffelli.
Il convento, di proprietà comunale dal 1894, possiede un austero prospetto in stile rinascimentale sul quale sono posizionati gli stemmi delle famiglie imparentate con i feudatari Castromediano. L'edificio si sviluppa attorno al piccolo chiostro. Nelle vicinanze, un modesto locale, distrutto nel 1970, fu destinato dai frati domenicani, a partire dalla fine del Seicento, ad alloggio per poveri, ad ospedaletto e a farmacia. Attualmente gli ambienti del convento ospitano la sede dell'ISUFI e della scuola di Specializzazione in Archeologia classica e moderna dell'Università del Salento.

#### Altre strutture religiose
- Cappella della Madonna del Monte
- Sulla strada statale 16 Adriatica sorge una struttura che ospita Frati Comboniani, attivi nel campo dell'integrazione con le popolazioni africane e della beneficenza.

### Architetture civili

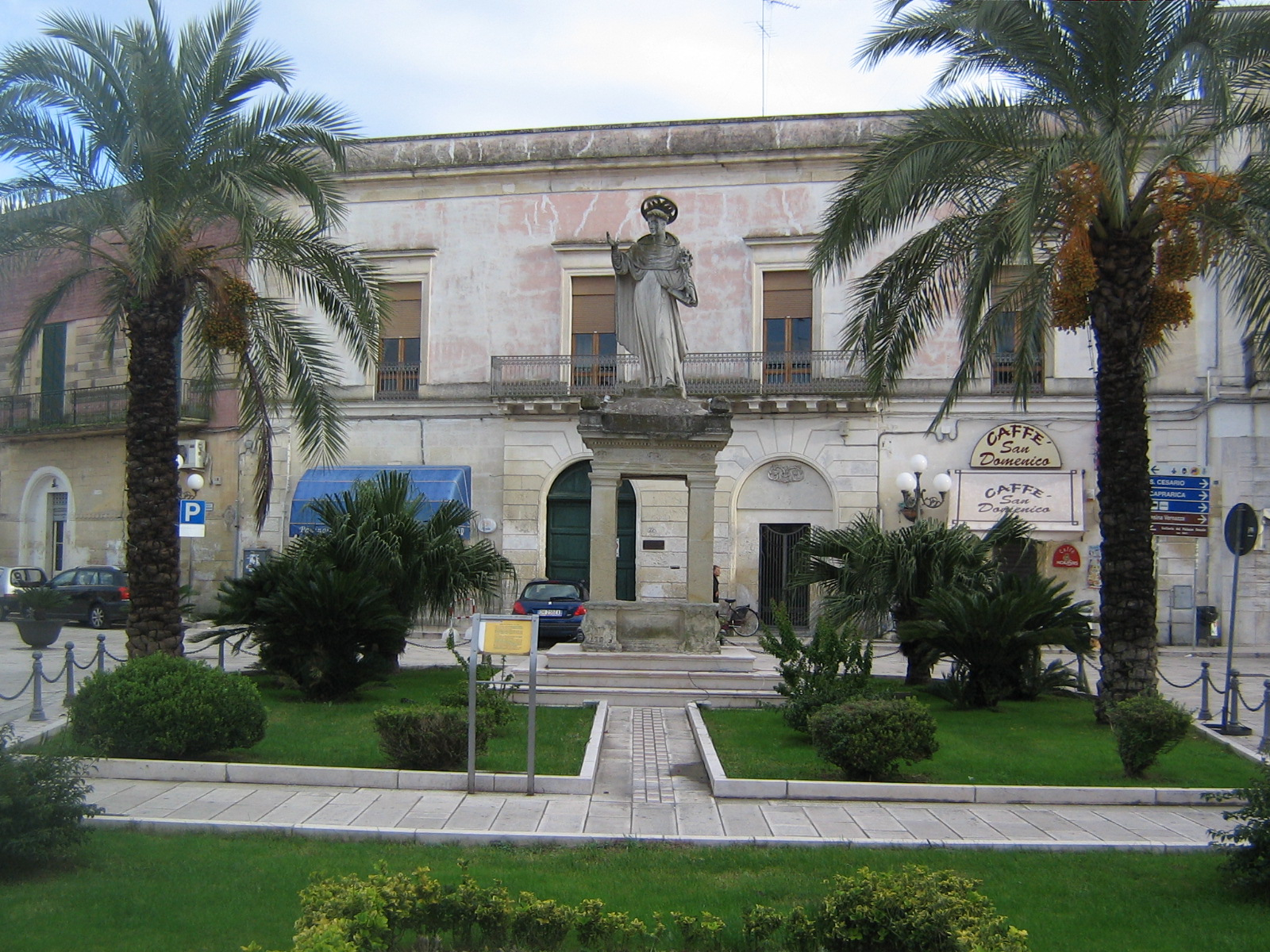
Pozzo di San Domenico

#### Pozzo di San Domenico
Eretto nel 1633 per volontà di Beatrice Acquaviva d'Aragona, sposa del Marchese Francesco Castromediano, il pozzo fu un dono di pubblica utilità alla comunità cavallinese che svolse la sua funzione per circa trecento anni.
Sulla trabeazione l'iscrizione: QUAE VIVIS EFFULGET AQUIS AQUAVIVA BEATRIX PRIMA CABALLINI MARCHIONISSA DEDIT MDCXXXIII testimonia l'anno di costruzione del pozzo (1633).
La forma originaria della copertura era probabilmente piramidale. Fu poi completato nel 1636 con la posa della statua del Santo Protettore San Domenico di Guzman, periodo a cui risalgono anche le catene poste all'interno della volta. La costruzione del monumento va inserita nel contesto delle trasformazioni che a cavallo dei secoli XVII e XVIII si sono susseguite nell'antico borgo di Cavallino, con l'edificazione della nuova Chiesa Parrocchiale, del complesso del Convento dei Padri Domenicani, della Porta Nuova o Porta San Giorgio, trasformazioni che hanno portato alla definizione dell'assetto moderno del centro abitato.

### Architetture militari

#### Castello ducale Castromediano-Limburg

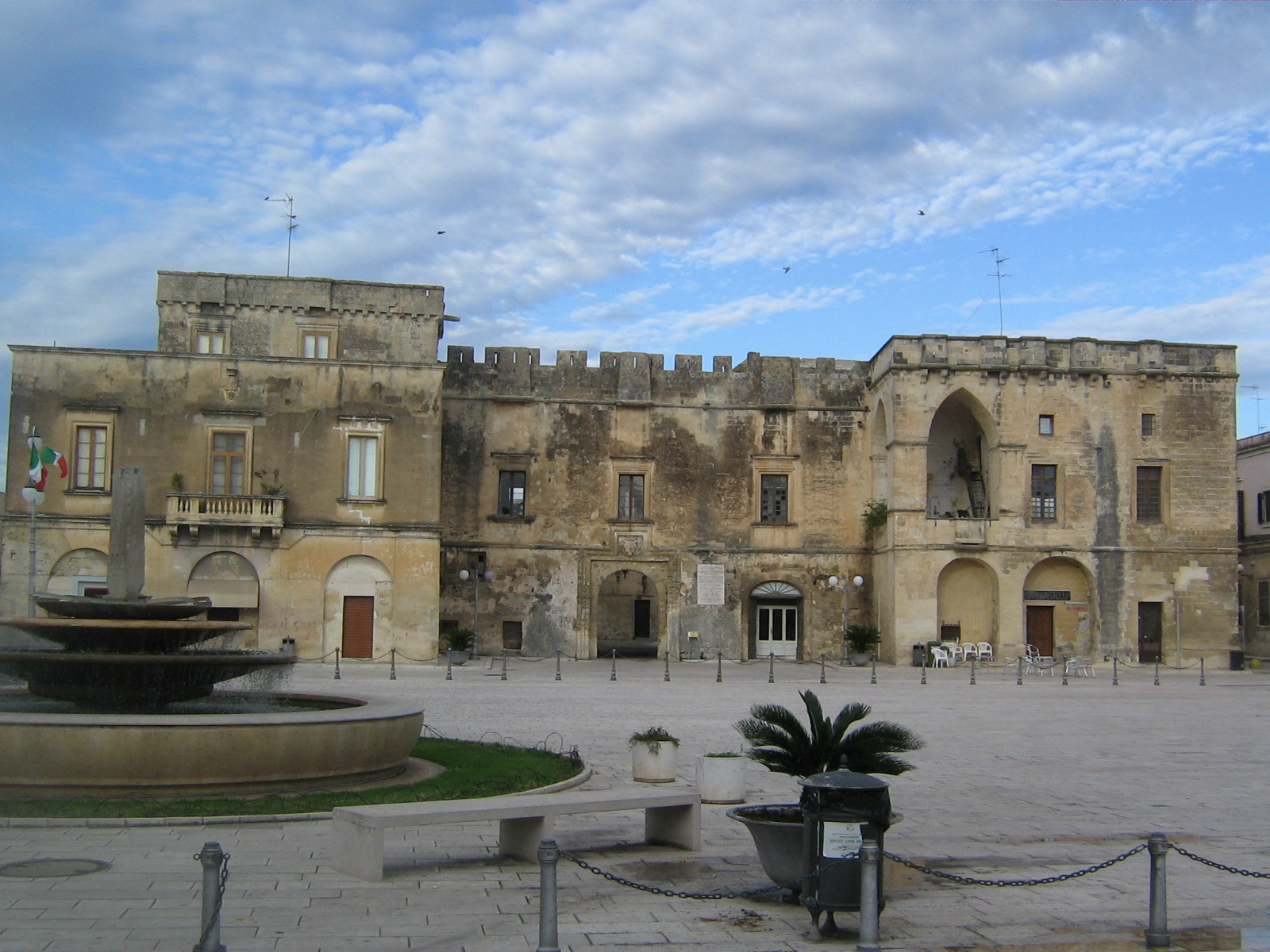
Castello ducale

Il castello, o palazzo ducale, dei Castromediano-Limburg è una costruzione della seconda metà del XV secolo con aggiunte strutturali e rifacimenti effettuati nel corso del Cinquecento e del Seicento.
Il nobile prospetto presenta un ingresso quattrocentesco, mentre del XVI secolo è la merlatura e il bastione. Il lato nord della fabbrica fu aggiunto nel Seicento.
L'interno, caratterizzato da un atrio in cui è posizionata una statua in pietra leccese raffigurante Kiliano di Limburg, capostipite della famiglia Castromediano, ospita vasti ambienti decorati con elementi architettonici tipici del periodo barocco. Di particolare pregio artistico sono la galleria, la cui volta a crociera è arricchita dai simboli dello zodiaco, la sala delle armi e il salotto. Quest'ultima sala è impreziosita da due dipinti, dei quali uno è attribuibile al pittore leccese Oronzo Tiso. Il castello è anche dotato di una piccola cappella ingentilita dagli altari dedicati alla Madonna Addolorata e alla Madonna di Leuca e da alcuni dipinti di Gianserio Strafella.
La proprietà della struttura è divisa fra il Comune di Cavallino e la Provincia di Lecce.

#### Porta San Giorgio
Si tratta di una porta d'accesso al nucleo antico del paese ed è l'unica rimasta delle tre esistenti. Fu ricostruita nel 1790 per volere del marchese Gaetano Castromediano.

### Siti archeologici

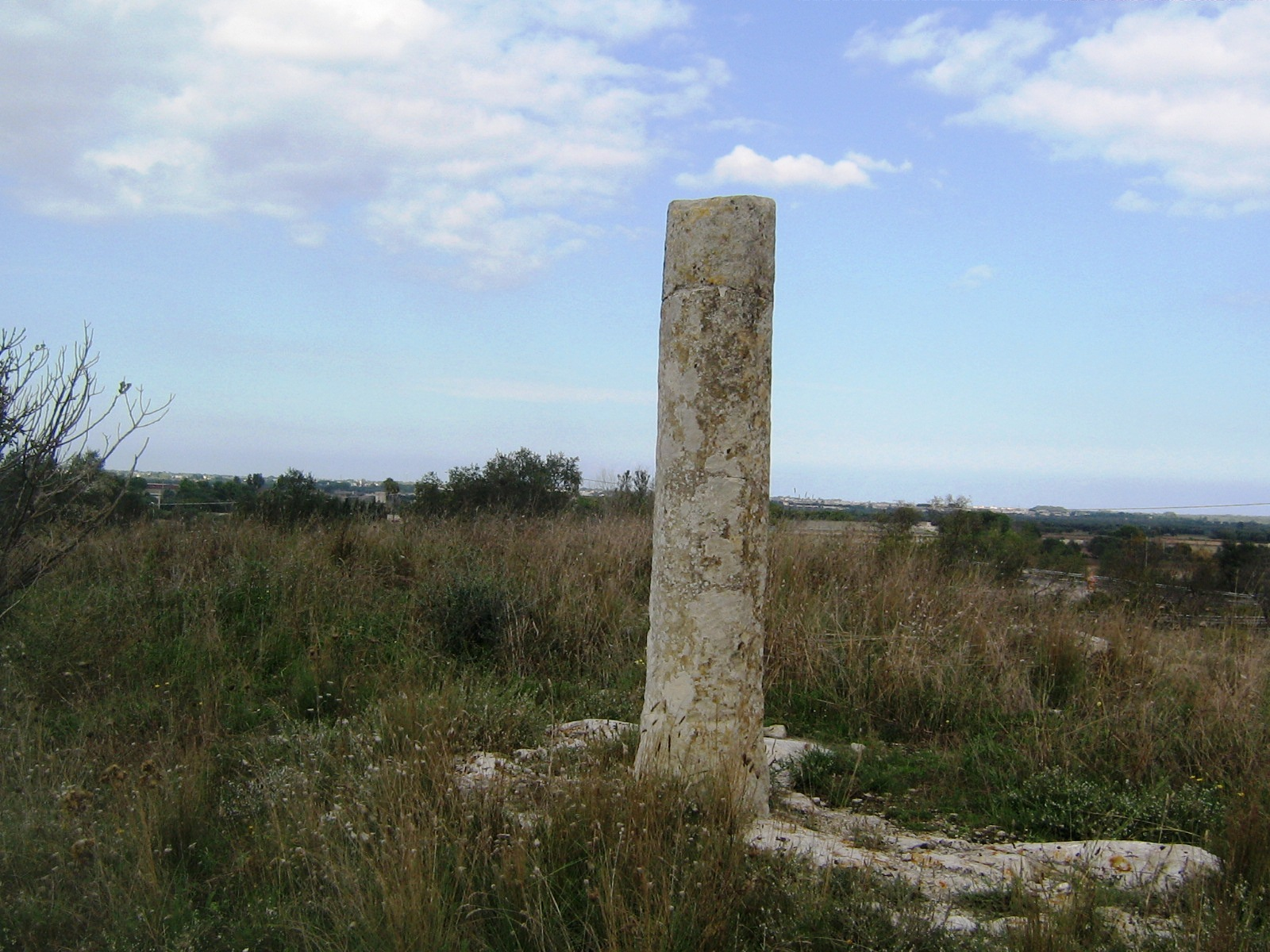
Menhir di Ussano

#### Menhir di Ussano
Il Menhir di Ussano dista 5 km dal paese e sorge alle spalle dell'omonima masseria in prossimità di Galugnano. Si raggiunge percorrendo la SS 16 prendendo l'uscita per Galugnano-San Donato di Lecce.
Posto su un'altura, nel sito dove sorgeva l'antico casale di Ussano, ha un'altezza di 2,50 metri con una sezione ottagonale dovuta, molto probabilmente, ad interventi successivi tesi a trasformare il monolite in colonna votiva. Le facce principali e laterali misurano rispettivamente 45 cm e 30 cm.

#### Specchia Sentina
La Specchia Sentina, è un monumento megalitico presente all'interno dell'insediamento messapico. Fra le numerose specchie esistenti nel territorio cavallinese, la Specchia Sentina è quella più importante per dimensioni.
Questo monumento, la cui funzione è quella di difesa e vigilanza, prende il nome dal verbo latino speculor che significa "osservare attorno". Il grande cumulo, denominato Sentina dal fondo su cui insiste, ha base ellittica e un'altezza di 3 metri. Misura 34 metri sull'asse maggiore e 21 metri su quello minore.

#### Museo diffuso
Nel 2003 è stato aperto un Museo diffuso (progetto nato come "cantiere scuola" per studenti di Archeologia e di Beni culturali dell'Università del Salento), sotto iniziativa della scuola di Archeologia della stessa università.
Il museo, di grande estensione (circa 30 ettari), presenta numerosi resti dell'antica popolazione messapica che abitava il territorio in periodo arcaico. L'area, oltre ad essere la culla di queste antichissime testimonianze, rappresenta anche un perfetto equilibrio tra natura e i vari resti archeologici sparsi per il territorio.
Nel museo si cerca di mantenere l'ambiente ed il paesaggio quanto più vicino possibile all'originale, anche aggiungendo elementi architettonici ricostruiti con un attento lavoro di studio e restauro in modo da renderli quanto più fedeli agli originali perduti.
L'ingresso del museo è costituito da una terrazza in metallo alta 10 metri con copertura in policarbonato. Salendo sulla terrazza è possibile dare uno sguardo d'insieme all'intero sito archeologico (questo "balcone" è stato definito "balcone sulla storia"). Vi è stato posizionato un totem virtuale grazie al quale è possibile compiere una visita guidata virtuale dell'intero sito.
Un sito simile a quello di Cavallino è castello d'Alceste a San Vito dei Normanni.

## Società

### Evoluzione demografica
Abitanti censiti

### Etnie e minoranze straniere
Al 31 dicembre 2020 a Cavallino risultano residenti 335 cittadini stranieri. Le nazionalità principali sono:

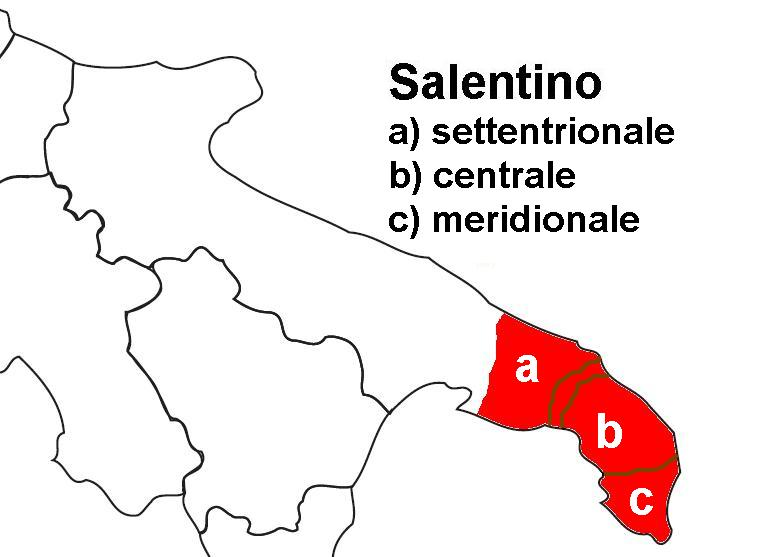
Diffusione del dialetto salentino

- Cina - 57
- Albania - 45
- Romania - 41
- Senegal - 30
- Sri Lanka - 21

### Lingue e dialetti
Il dialetto parlato a Cavallino è il dialetto salentino nella sua variante centrale che corrisponde al dialetto leccese. Il dialetto salentino si presenta carico di influenze riconducibili alle dominazioni e ai popoli stabilitisi in questi territori che si sono susseguite nei secoli: messapi, greci, romani, bizantini, longobardi, normanni, albanesi, francesi, spagnoli.

## Cultura

### Istruzione

#### Mediateche
- Mediateca comunale "Rosa Fuso Martiriggiano"

#### Biblioteche
- Biblioteca Comunale "Gino Rizzo"

#### Scuole
Esistono a Cavallino una scuola materna; tre scuole primarie; due scuole medie inferiori appartenenti all'I.C. Leonardo da Vinci

#### Università
- Settore Patrimonio Culturale: Conoscenza e Valorizzazione della Scuola Superiore ISUFI, facente parte dell'Università del Salento.

### Eventi
- Festa della Madonna del Monte - prima domenica di maggio. La festa, dedicata all'antica protettrice di Cavallino, si svolge presso la piccola chiesa situata all'interno del cimitero comunale. Le celebrazioni prevedono processioni, messe, concerti bandistici e fuochi d'artificio. Momento tradizionale della festa è l'intonazione dell'inno della Madonna del Monte da parte dei giovani del paese. La statua della Vergine è custodita, durante tutto l'anno, all'interno del castello.
- Festa di Sant'Antonio da Padova - 13 giugno
- Festa di San Domenico - 4 agosto

## Economia
L'economia di Cavallino è prevalentemente legata al terziario. Sebbene insistono sul territorio attività strettamente legate all'agricoltura, molto sviluppato è il settore commerciale, il cui polo principale è la zona PIP situata sulla SS 16 Lecce-Maglie.

## Infrastrutture e trasporti

### Strade
I collegamenti stradali principali sono rappresentati da:
- Strada statale 16 Adriatica Adriatica Lecce-Maglie.

Il centro è anche raggiungibile dalle strade provinciali interne SP10 Cavallino-San Cesario di Lecce, SP23 Cavallino-Lecce, SP27 Cavallino-Caprarica di Lecce, SP270 Cavallino-Merine. Il centro di Cavallino è raggiungibile anche dal confinante abitato di Lizzanello.

### Ferrovie
La stazione ferroviaria più vicina è quella di San Cesario di Lecce posta sulla linea Lecce-Otranto delle Ferrovie del Sud Est.

## Amministrazione
Di seguito è presentata una tabella relativa alle amministrazioni che si sono succedute in questo comune.
| Periodo         | Periodo         | Primo cittadino  | Partito                       | Carica      | Note   |
| --------------- | --------------- | ---------------- | ----------------------------- | ----------- | ------ |
| 4 ottobre 1988  | 3 dicembre 1991 | Franco Corallo   | Democrazia Cristiana          | Sindaco     | [ 11 ] |
| 6 febbraio 1992 | 13 agosto 1992  | Alfonso Magnatta |                               | Comm. pref. | [ 11 ] |
| 13 agosto 1992  | 28 aprile 1997  | Gaetano Gorgoni  | Partito Repubblicano Italiano | Sindaco     | [ 11 ] |
| 28 aprile 1997  | 14 maggio 2001  | Gaetano Gorgoni  | centro-destra                 | Sindaco     | [ 11 ] |
| 14 maggio 2001  | 30 maggio 2006  | Gaetano Gorgoni  | centro-destra                 | Sindaco     | [ 11 ] |
| 30 maggio 2006  | 17 maggio 2011  | Michele Lombardi | lista civica                  | Sindaco     | [ 11 ] |
| 17 maggio 2011  | 6 giugno 2016   | Michele Lombardi | lista civica Gorgoni          | Sindaco     | [ 11 ] |
| 6 giugno 2016   | in carica       | Bruno Ciccarese  | lista civica Gorgoni          | Sindaco     | [ 11 ] |